# Troleibuzele din Potsdam

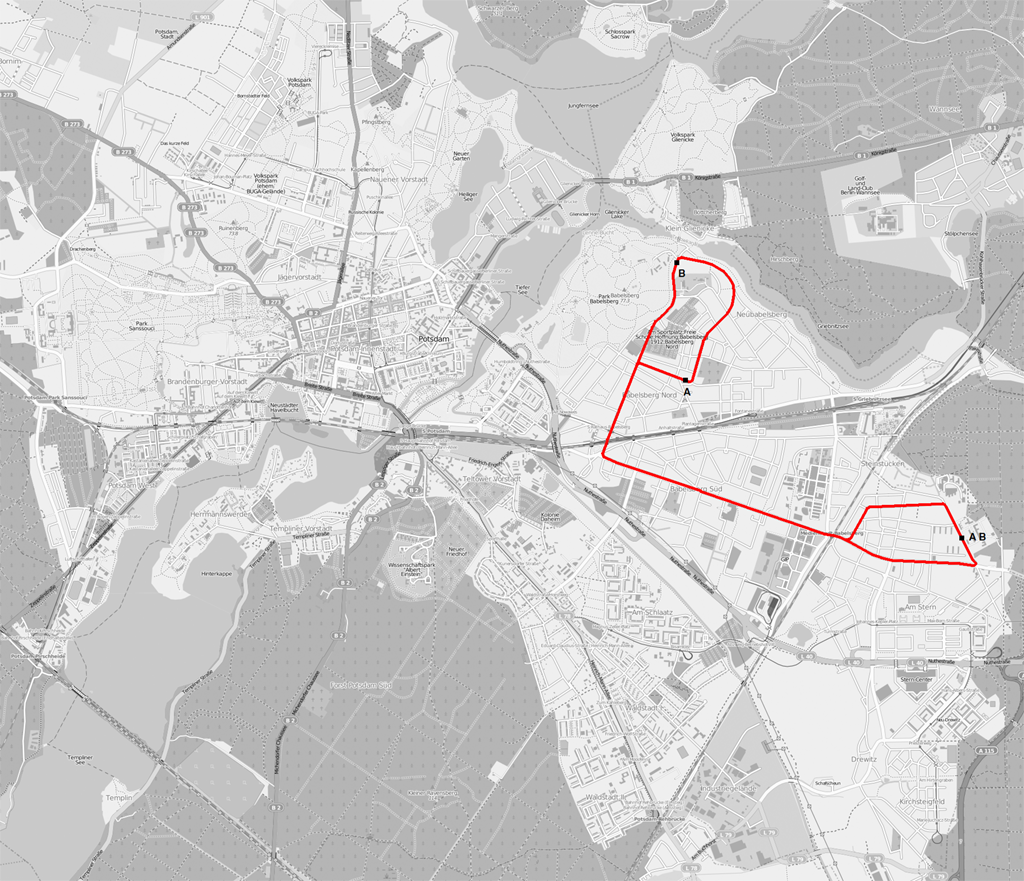
Harta troleibuzului, 1971-1995

Troleibuzul din Potsdam a fost o rețea de troleibuz din capitala statului Brandenburg, Potsdam. Acesta a circulat între anii 1949-1995 și a suplimentat tramvaiul care circula încă din 1880. El a circulat numai între districtele Babelsberg și Drewitz, existând două linii de troleibuz. 

## Istorie
Pentru a îmbunătăți transportul public în partea de est a orașului, în 1941 s-a decis construirea unei rețele de troleibuz în zona Babelsberg. În ciuda războiului, s-a reușit procurarea atât a vehiculelor, cât și a materialelor necesare construirii rețelei. La 1 octombrie 1949, linia A (Babelsberg Goethestraße - Drewitz Ort) a fost inaugurată, traseul având o lungime de 5,8 kilometri. Cea de-a doua linie, linia B (Babelsberg Nord-Bergstücken Steinstraße) a fost inaugurată in 1956-1957.
O a treia linie, C (Gara Drewitz - Gara Babelsberg), a mai fost inaugurată. Motive politice au stat la baza înființării acestui traseu: astfel, din cauza tensiuniilor crescute între forțele de ocupație ale Germaniei, trenurile de pe ruta Berlin - Blankenheim aveau ca stație terminus Gara Drewitz. Pasagerii care doreau să călătorească spre Berlin erau nevoiți să ia troleibuzul C până la Gara Babelsberg, urmând ca de acolo să traverseze Berlinul de Vest cu ajutorul trenurilor S-Bahn. Odată cu finalizarea inelului feroviar care inconjoară Berlinul (Berliner Außenring), respectiv închiderea rutelor S-Bahn către Berlin, linia C a fost desființată, iar rețeaua demontată.
Au existat, de asemenea, planuri pentru înființarea unei a patra linii de troleibuz, independentă de restul rețelei (linia D, cu traseul: Holzmarktstrasse - Menzelstrasse), deoarece circulația tramvaielor în respectiva zonă a fost oprită, ca urmare a stării precare a liniei. Situația economică dificilă a Germaniei de Est, care a îngreunat achiziționarea de vehicule și materiale necesare construirii rețelei, a fost motivul pentru care s-a renunțat la idee, astfel că linia de tramvai din zonă a fost reabilitată și redată circulației câțiva ani mai târziu.
Din cauza lucrărilor de construcție în zona Am Stern, rețeaua de troleibuz între Gara Drewitz și Drewitz Ort a fost închisă. Următoarele linii au existat până spre mijlocul anilor 1990:
| A, După Mai 1991 690: | Babelsberg Goethestraße – Bahnhof Babelsberg – Bahnhof Drewitz – Bergstücken Steinstraße (circulație suspendată între 1990-1993) |
| B, După Mai 1991 691: | Babelsberg Nord – Bahnhof Babelsberg – Bahnhof Drewitz – Bergstücken Steinstraße                                                 |

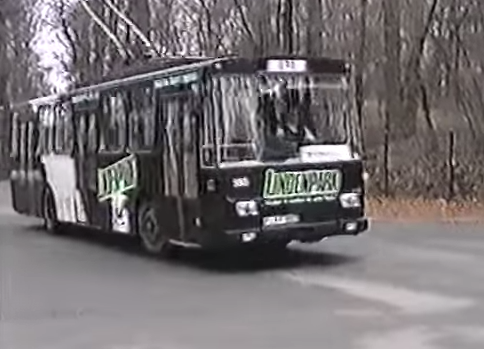
Troleibuzul Skoda (980) pe linia 691

Depoul de troleibuze a fost construit pe strada Stephenson, la pachet fiind inclusă și o linie de acces/retragere pentru troleibuze, între depou și stația Am Findling. În anii 1980, au existat alte planuri de extindere a rețelei, către zonele Waldstadt și Schlaatz, însă nici acestea nu s-au concretizat, din cauza situației economice, respectiv a evenimentelor politice din acea perioadă. De asemenea, planul pentru înființarea liniei D a mai fost supus dezbaterii la începutul anilor 1990, însă fără succes.
Electrificarea căii ferate Berlin - Blankenheim a dus la separarea în două părți a rețelei de troleibuz, în zona gării Drewitz. Din motive tehnice, respectiv de siguranță (linia de cale ferată fiind adaptată pentru trenurile ICE), cele două părți din rețea nu au mai putut fi conectate. Pentru a rezolva această problemă, s-a decis achiziționarea a două troleibuze Mercedes-Benz O405GTD, care erau echipate cu generator diesel. Totuși, troleibuzele clasice, fără generator, au continuat să circule pe linia 691.
Mentenanța precară a troleibuzelor existente, respectiv imposibilitatea de a achiziționa troleibuze noi, din cauza situației financiare instabile a orașului Potsdam, au contribuit la declinul rețelei de troleibuz. La 16 ianuarie 1995, în urma unei inspecții Dekra, s-a constatat că aproape toate troleibuzele aflate în circulație aveau elemente de structură ruginite, astfel că s-a cerut retragerea din circulație de urgență a acestora.

18 ianuarie 1995 a fost ultima zi de circulație cu călători a troleibuzelor clasice, pe traseul 691 fiind repartizate troleibuzul Skoda 14Tr (număr de parc 976), respectiv unul din cele două troleibuze cu generator. Troleibuzele Mercedes-Benz au continuat să circule până la 2 februarie 1995, când, în urma unei furtuni, un copac a căzut peste firul de rețea. Ulterior, s-a luat decizia demontării întregii rețelei de troleibuz.

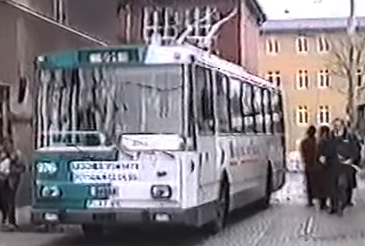
Troleibuz Skoda (976) închiriat unor pasionați cu ocazia retragerii din circulație - 22 ianuarie 1995

## Vehicule
De-a lungul anilor, în Potsdam au circulat troleibuze LOWA  W602a, Škoda 8Tr,  Škoda 9Tr, Škoda 14Tr și Ikarus 280T. Cele două troleibuze cu generator Mercedes-Benz O405GTD (cu numere de parc 993 și 994) au fost comandate în 1992 și livrate în 1993.
Troleibuzul Škoda 14Tr cu număr de parc 976 a beneficiat de o cosmetizare în 1993-1994, fiind, de asemenea, vopsit în schema de culoare unitară a mijloacelor de transport din Potsdam, în timp ce restul troleibuzelor Skoda au rămas colantate cu reclame. 
După desființarea rețelei de troleibuz, toate vehiculele Skoda (mai puțin 976) au fost vândute în Cehia și Ucraina, în timp ce 976 a ajuns în orașul Eberswalde, devenind vehicul istoric. Troleibuzele Mercedes-Benz au fost vândute la Kapfenberg, în Austria, unde au circulat până la desființarea rețelei de troleibuz, în 2002. După acel moment, au fost transformate în autobuze diesel, circulând astfel până în 2007.

## Galerie foto
|  |  |  |  |  |